# By (Doubs)
By település Franciaországban, Doubs megyében. Lakosainak száma 83 fő (2022. január 1.). By Ronchaux, Paroy, Rennes-sur-Loue, La Chapelle-sur-Furieuse és Ivrey községekkel határos.

## Népesség
A település népességének változása:
| Lakosok száma | 101  | 52   | 65   | 80   | 65   | 65   | 78   | 85   | 84   | 83   |
|               | 1968 | 1982 | 1990 | 2006 | 2013 | 2015 | 2017 | 2019 | 2020 | 2022 |